# Pirmin Schwegler
Pirmin Schwegler (Ettiswil, Luzern kanton, 1987. március 9. –) svájci labdarúgó, aki jelenleg a német Hoffenheimben játszik. Christian Schwegler labdarúgó testvére.

## Pályafutása
Sportkarrierjét az FC Lucerneben kezdte 2003-ban, majd 2005-ben az ugyancsak svájci Young Boys csapatához szerződött. A középpályás játékos 2006-ban igazolt Németországba, a Bayer Leverkusenbe. 2009. július 18-án ismét egyesületet váltott, az Eintracht Frankfurt labdarúgócsapatához szerződött három évre, 2012 júniusáig.

## Válogatott
A felnőtt válogatottban 2009. augusztus 12-én mutatkozott be az olasz válogatott elleni mérkőzésen.
Tagja volt 2010-es labdarúgó-világbajnokságon részt vevő svájci válogatottnak, de nem lépett pályára.

## Külső hivatkozások
- Adatlapja a weltfussball.de honlapon